# Нова црква у Гложану
Нова црква у Гложану, насељеном месту на територији општине Свилајнац, припада Епархији браничевској Српске православне цркве.
Нова црква такође је посвећена Преносу моштију Св. оца Николаја као и старија црква са којом дели порту. Храм је грађен у периоду од 1935. до 1940. године, када је и освештена. Грађена је у византијском стилу. У цркви је смештена спомен костурница у којој су смештени кости погинулих ратника 1915. године на територији среза ресавског.